# Пливање на Летњим олимпијским играма 2024 — 4×100 м слободно за мушкарце
Трке штафета на 4×100 метара слободним стилом за мушкарце на Летњим олимпијским играма 2024. одржале су се првог дана пливачких такмичења, 27. јуна (квалификације и финале) на базену Дефанс арене у Паризу. Ова трка је тако по 14. пут била део званичног олимпијског програма од њеног званичног дебија на ЛОИ 1964. године. 
За трке у овој дисциплини било је пријављено 16 штафета из исто толико земаља.
Златну медаљу је освојила штафета Сједињених Држава, којима је то било 11 олимпијско злато у историји у овој дисциплини. За амерички тим у финалу су пливали Џек Алекси, Крис Џулијано, Хантер Армстронг и Кајлеб Дресел. Сребро је припало штафети Аустралије, док је бронзану медаљу освојила Италија. 

## Освајачи медаља
| | Резултат | | Резултат | | Резултат |
| |          | |          | |          |
| Сједињене Америчке ДржавеЏек Алекси (47.67) · Крис Џулијано (47.33) · Хантер Армстронг (46.75) · Кајлеб Дресел (47.53) · Рајан Хелд · Метју Кинг | 3:09.28  | АустралијаЏек Картрајт (48.03) · Флин Саутхем (48.00) · Кеј Тејлор (47.73) · Кајл Чалмерс (46.59) · Вилијам Јанг | 3:10.35  | ИталијаАлесандро Миреси (48.04) · Томас Чекон (47.44) · Паоло Конте Бонин (48.16) · Мануел Фриго (47.06) · Лоренцо Цацери · Леонардо Деплано | 3:10.70  |

## Званични рекорди
Пре почетка такмичења, званични рекорди у овој дисциплини су били следећи:
|                      | Име                       | Резултат | Место         | Датум            |
| -------------------- | ------------------------- | -------- | ------------- | ---------------- |
| Светски рекорд СР    | Сједињене Америчке Државе | 3:08.24  | Пекинг (Кина) | 11. август 2008. |
| Олимпијски рекорд ОР | Сједињене Америчке Државе | 3:08.24  | Пекинг (Кина) | 11. август 2008. |

## Квалификационе норме
Код штафетних трка директан пласман на Игре у Паризу оствариле су по три првопласиране штафете са Светског првенства 2023. у Фукуоки, док је преосталих 13 учесника одређено на основу комбиноване ранг-листе базиране на резултатима постигнутим током 2023. и 2024. године.

## Резултати квалификација
Квалификационе трке у дисциплини 4×100 метара слободно за мушкарце су пливане 27. јуна у јутарњем делу програма, са почетком од 12.26 часова по локалном времену (UTC+2). Пливало се у две квалификационе групе, а пласман у финале је остварило 8 штафета са најбољим резултатима.
| Пласман | Трка | Стаза | НОК                       | Пливачи                                                                                                   | Резултат | Нап   |
| ------- | ---- | ----- | ------------------------- | --- | -------- | ----- |
| 1.      | 1    | 5     | Кина                      | Ванг Хаоју (48.61) Чен Ђунер (48.10) Ђи Синђе (47.93) Пан Џанле (46.98)                                   | 3:11.62  | КВ    |
| 2.      | 2    | 4     | Аустралија                | Џек Картрајт (48.51) Вилијам Јанг (48.39) Флин Саутам (47.91) Кајл Чалмерс (47.44)                        | 3:12.25  | КВ    |
| 3.      | 1    | 3     | Уједињено Краљевство      | Данкан Скот (48.61) Џејкоб Витл (47.90) Александар Кохун (47.91) Том Дин (48.07)                          | 3:12.49  | КВ    |
| 4.      | 2    | 5     | Сједињене Америчке Државе | Рајан Хелд (48.52) Метју Кинг (48.40) Хантер Армстронг (47.50) Кајлеб Дресел (48.19)                      | 3:12.61  | КВ    |
| 5.      | 2    | 3     | Канада                    | Финлеј Нокс (49.03) Јури Кисил (48.34) Хавијер Асеведо (48.15) Џошуа Лијендо (47.25)                      | 3:12.77  | КВ    |
| 6.      | 1    | 4     | Италија                   | Лоренцо Цацери (48.88) Леонардо Деплано (48.23) Паоло Конте Бонин (48.03) Мануел Фриго (47.80)            | 3:12.94  | КВ    |
| 7.      | 1    | 6     | Мађарска                  | Нандор Немет (48.07) Себастијан Сабо (48.02) Адам Јасо (48.74) Хуберт Кош (48.13)                         | 3:12.96  | КВ    |
| 8.      | 1    | 7     | Немачка                   | Јосха Салков (48.56) Рафаел Мирослав (47.87) Лука Армбрустер (48.29) Петер Варјаши (48.43)                | 3:13.15  | КВ НР |
| 9.      | 1    | 2     | Шпанија                   | Серхио де Селис Монталбан (48.84) Луис Домингез (48.27) Сесар кастроo (47.91) Марио Моља (48.17)          | 3:13.19  | НР    |
| 10.     | 2    | 6     | Бразил                    | Гиљерме Сантос (48.57) Марсело Черигини (48.21) Габријел Сантос (48.86) Брено Кореја (48.58)              | 3:14.22  |       |
| 11.     | 2    | 1     | Србија                    | Велимир Стјепановић (49.10) Никола Аћин (48.66) Јустин Цветков (49.44) Андреј Барна (47.48)               | 3:14.68  |       |
| 12.     | 1    | 1     | Француска                 | Адријен Салван (49.21) Рафаел Фент Дамер (48.34) Гијом Гут (48.66) Висам Амазиг Јеба (48.63)              | 3:14.84  |       |
| 13.     | 1    | 8     | Пољска                    | Матеуш Ховањец (49.13) Доминик Дудис (48.75) Бартош Пишчорович (48.39) Камил Сјерадзки (48.67)            | 3:14.94  |       |
| 14.     | 2    | 7     | Израел                    | Томер Франкел (48.60) Гал Кохен Гроуми (48.22) Денис Локтев (48.87) Алексеј Гливински (49.72)             | 3:15.41  |       |
| 15.     | 2    | 8     | Шведска                   | Робин Хансон (49.09) Бјерн Селигер (48.61) Елијас Персон (48.71) Исак Елијасон (49.30)                    | 3:15.71  |       |
| 16.     | 2    | 2     | Грчка                     | Андреас Вазајос (49.50) Панајотис Боланос (49.68) Стеријос Мариос Билас (48.70) Одисеус Меладинис (49.59) | 3:17.47  |       |

## Резултати финала
Финална трка је пливана 27. јула у вечерњем делу програма, са почетком од 21.44 часова по локалном времену.
| Пласман | Стаза | НОК                       | Пливачи                                                                                     | Резултат   |
| ------- | ----- | ------------------------- | ------------------------------------------------------------------------------------------- | ---------- |
|         | 6     | Сједињене Америчке Државе | Џек Алекси (47.67) Крис Џулијано (47.33) Хантер Армстронг (46.75) Кајлеб Дресел (47.53)     | 3:09.28    |
| 2       | 5     | Аустралија                | Џек Картрајт (48.03) Флин Саутхем (48.00) Кеј Тејлор (47.73) Кајл Чалмерс (46.59)           | 3:10.35    |
| 3       | 7     | Италија                   | Алесандро Миреси (48.04) Томас Чекон (47.44) Паоло Конте Бонин (48.16) Мануел Фриго (47.06) | 3:10.70    |
| 4.      | 4     | Кина                      | Пан Џанле (46.92) ОР Ђи Синђе (48.58) Чен Ђунер (48.10) Ванг Хаоју (47.68)                  | 3:11.28    |
| 5.      | 3     | Уједињено Краљевство      | Метју Ричардс (47.83) Џејкоб Витл (48.54) Том Дин (47.72) Данкан Скот (47.52)               | 3:11.61    |
| 6.      | 2     | Канада                    | Џошуа Лијендо (47.93) Јури Кисил (48.18) Финлеј Нокс (48.26) Хавијер Асеведо (47.81)        | 3:12.18    |
| 7.      | 8     | Немачка                   | Јосха Салков (48.28) Рафаел Мирослав (47.66) Лука Армбрустер (48.43) Петер Варјаши (47.92)  | 3:12.29 НР |
| 8.      | 1     | Мађарска                  | Нандор Немет (47.76) Себастијан Сабо (48.46) Адам Јасо (48.38) Хуберт Кош (48.51)           | 3:13.11    |